# Schnuckenheide
Die Schnuckenheide (offiziell: Schnuckenheide bei Repke) ist ein Naturschutzgebiet im Landkreis Gifhorn in Niedersachsen. Es ist für seinen Bestand an Wacholder in einer Heidelandschaft bekannt.

## Name
Die Schnuckenheide ist nach den Heidschnucken benannt, die in dem Gebiet als Herde lebten.

## Geographie
Das Naturschutzgebiet gehört zum Naturraum „Lüneburger Heide und Wendland“ und ist 20,7 Hektar groß. Es liegt nordöstlich von Repke in der Nähe der Bundesstraße 244, die in diesem Abschnitt Dedelstorf und Hankensbüttel verbindet.
Unmittelbar westlich vom Naturschutzgebiet befand sich bis 2015 der Segelflugplatz Schnuckenheide-Repke.

## Geschichte
Das Gebiet wurde am 23. Januar 1975 unter Schutz gestellt. Es handelt sich um die frühere Laubwaldhude ebbecker Fier.

## Flora und Fauna
Im Naturschutzgebiet finden sich neben locker stehenden Birken und einigen Eichen zahlreiche Wacholder. Häufig sind dort Besenheide und Glockenheide sowie Gräser, Moose und Flechten. Auch der Englische Ginster und der Behaarte Ginster wachsen dort.
In der Sandheide findet man nur rund 20–30 Vogelbrutpaare je km². In der Wacholderheide liegt die Zahl höher. Vor allem Lerchen, Pieper und Wacholderdrosseln brüten hier. Daneben gibt es Zauneidechsen und Kreuzottern sowie zahlreiche Insekten wie Erd- und Sandbienen, Ameisenlöwen, Laufkäfer und periodisch gehäuft auftretend den Heideblattkäfer.

## Wirtschaft
In der Schnuckenheide wird Imkerei betrieben.

## Tourismus
Das Gebiet ist durch Parkplätze und Wanderwege erschlossen. Am Rand des Naturschutzgebietes befindet sich eine Schutzhütte (52° 42′ 58,2″ N, 10° 32′ 28,8″ O). Gastronomie und Übernachtungsmöglichkeiten werden im rund ein Kilometer entfernten Repke angeboten.